# Saga (banda)
Saga es una banda canadiense de rock progresivo formada en Oakville, Ontario. Jim Crichton y Michael Sadler han sido los principales compositores de la agrupación. Ian Crichton es el guitarrista; aparte de su trabajo con Saga, ha grabado algunos álbumes como solista y ha trabajado en sesiones con la banda Asia. El teclista Jim "Daryl" Gilmour se unió a Saga en 1979 luego de la salida de Greg Chadd en agosto de ese mismo año. El 24 de febrero de 2018, tras 40 años de carrera, Saga se despidió inicialmente con un concierto en el Teatro Phoenix de la ciudad de Toronto. Posteriormente, la banda ha vuelto a la actividad y en 2020 se encuentra preparando un nuevo trabajo en estudio.

## Miembros
| Alineación final - Michael Sadler – vocalista, guitarra, bajo, sintetizadores, batería (1977–2007, 2011–) - Jim Crichton – bajo, teclados, sintetizador Moog, guitarras (1977–2018) - Ian Crichton – guitarras (1977–) - Jim Gilmour – sintetizadores, teclados, vocalista, clarinete, armónica (1980–1986, 1992–) - Mike Thorne – batería, batería electrónica, vocalista (2012–) - Dusty Chesterfield - bajo y teclados en directo (2018-) | Miembros anteriores - Brian Doerner – batería, coros (2006–2012) - Rob Moratti – vocalista (2008–2011) - Christian Simpson – batería (2003–2005) - Steve Negus – batería (1977–1986, 1992–2003) - Gregg Chadd – sintetizadores, teclados (1979) - Peter Rochon – sintetizadores, teclados (1977–1978) | Músicos de sesión y estudio - Chris Sutherland – batería (2007 tour, 2009 tour) (sesión) - Glen Sobel – batería (1997) (estudio) - Marcus Deml – guitarras (1995) (sesión) - Graham Lear – batería (1990) (sesión) - Richard Baker – sintetizador Moog (1990) (sesión) - Curt Cress – batería (1987, 1989) (estudio) - Trevor Murrell – batería (1988) (sesión) - Tim Moore – sintetizador (1988) (sesión) |

## Discografía

### Estudio
| Año  | Álbum                                   | Canadá | Billboard 200 | Alemania | Noruega | Suecia | Suiza | Austria |
| ---- | --------------------------------------- | ------ | ------------- | -------- | ------- | ------ | ----- | ------- |
| 1978 | Saga                                    | -      | -             | -        | -       | 33     | -     | -       |
| 1979 | Images at Twilight                      | -      | -             | -        | -       | -      | -     | -       |
| 1980 | Silent Knight                           | 42     | -             | -        | 15      | 42     | -     | -       |
| 1981 | Worlds Apart                            | 22     | 29            | 2        | 5       | 33     | -     | -       |
| 1983 | Heads or Tales                          | 17     | 92            | 3        | 4       | 4      | 4     | -       |
| 1985 | Behaviour                               | 39     | 87            | 2        | 6       | 4      | 3     | 29      |
| 1987 | Wildest Dreams                          | 77     | -             | 18       | 11      | 8      | 17    | -       |
| 1989 | The Beginner's Guide to Throwing Shapes | -      | -             | -        | -       | -      | -     | -       |
| 1993 | The Security of Illusion                | -      | -             | 46       | -       | 41     | 38    | -       |
| 1994 | Steel Umbrellas                         | -      | -             | 65       | -       | 29     | 39    | -       |
| 1995 | Generation 13                           | -      | -             | 89       | -       | -      | 49    | -       |
| 1997 | Pleasure & the Pain                     | -      | -             | 93       | -       | -      | -     | -       |
| 1999 | Full Circle                             | -      | -             | 44       | -       | -      | -     | -       |
| 2001 | House of Cards                          | -      | -             | 34       | -       | -      | 100   | -       |
| 2003 | Marathon                                | -      | -             | 40       | -       | -      | -     | -       |
| 2004 | Network                                 | -      | -             | 78       | -       | -      | -     | -       |
| 2006 | Trust                                   | -      | -             | 23       | -       | 37     | -     | -       |
| 2007 | 10,000 Days                             | -      | -             | 78       | -       | -      | -     | -       |
| 2009 | The Human Condition                     | -      | -             | 91       | -       | -      | -     | -       |
| 2012 | 20/20                                   | -      | -             | 13       | -       | 39     | -     | -       |
| 2014 | Sagacity                                | -      | -             | 17       | -       | -      | 32    | -       |

### Singles
| Año  | Canción                  | US Mainstream Rock | Billboard Top 100 | Canadá | Alemania |
| ---- | ------------------------ | ------------------ | ----------------- | ------ | -------- |
| 1979 | "It's Time"              | -                  | -                 | 84     | -        |
| 1981 | "Wind Him Up"            | 24                 | 64                | 22     | 7        |
| 1981 | "On the Loose"           | 3                  | 26                | -      | 26       |
| 1983 | "The Flyer"              | 19                 | 79                | -      | -        |
| 1983 | "Scratching the Surface" | -                  | -                 | 45     | -        |
| 1985 | "What Do I Know"         | 24                 | -                 | 57     | 65       |
| 1987 | "Only Time Will Tell"    | -                  | -                 | 93     | -        |

### En concierto
| Año  | Álbum                                        |
| ---- | -------------------------------------------- |
| 1982 | In Transit                                   |
| 1998 | Detours - Live (2CD)                         |
| 2005 | The Chapters Live (2CD)                      |
| 2007 | Worlds Apart Revisited (2CD + 2DVD)          |
| 2009 | Contact - Live in Munich (2CD or 2CD + 2DVD) |
| 2011 | Heads or Tales - Live (CD)                   |
| 2013 | Spin It Again! Live in Munich (2CD)          |
| 2016 | Live in Hamburg (2CD)                        |
| 2018 | So Good So Far - Live at Rock of Ages (2CD)  |

### Recopilaciones
| Año  | Álbum                                         |
| ---- | --------------------------------------------- |
| 1986 | Time's Up                                     |
| 1991 | The Works (2CD)                               |
| 1993 | All the Best                                  |
| 1994 | The Very Best Of                              |
| 1994 | Defining Moments                              |
| 1995 | Saga Softworks                                |
| 1998 | How Do I Look                                 |
| 2006 | Remember When - The Very Best of Saga (2CD)   |
| 2013 | The Collection (3CD)                          |
| 2015 | Best Of - Now and Then - The Collection (2CD) |

## Videos
| Año  | DVD                                                  |
| ---- | ---------------------------------------------------- |
| 2002 | SILHOUETTE                                           |
| 2003 | The Official Bootleg                                 |
| 2004 | All Areas - Live in Bonn                             |
| 2007 | Worlds Apart Revisited (2CD + 2DVD)                  |
| 2009 | Contact - Live in Munich (2DVD or 2CD + 2DVD)        |
| 2013 | Spin It Again! Live in Munich (2CD or DVD or BluRay) |
| 2018 | So Good So Far - Live at Rock of Ages (DVD)          |